# Paphos (mythologie)
Paphos (Oudgrieks: Πάφος) was een dochter van koning Pygmalion en Galatea, het standbeeld dat door Aphrodite in leven werd geblazen. Cinyras was haar zoon en Adonis haar kleinzoon.
De stad Paphos op het eiland Cyprus is naar haar vernoemd.